# Уряд Албанії
Рада міністрів Албанії (алб. Këshilli i Ministrave) — вищий орган виконавчої влади Албанії.

## Діяльність
Міністри призначаються президентом на підставі рекомендації прем'єр-міністра. Народні збори Албанії повинні затвердити остаточний склад Ради. Рада несе відповідальність за проведення зовнішньої і внутрішньої політики. Вона спрямовує та контролює діяльність міністерств та інших державних органів.
Рада несе відповідальність перед парламентом Албанії. Парламент може прийняти резолюцію недовіри, змушуючи Раду міністрів піти у відставку. Це змушуює уряд складатися з членів політичної партії більшості або коаліції у Зборах. Міністри зобов'язані відповісти на письмові або усні запити, задані їм членами парламенту. Крім того, міністри присутні на засіданнях парламенту, коли закони, що стосуються покладених на них сферах діяльності, знаходяться на розгляді.
Кабінет Міністрів не може запропонувати законодавство без згоди парламенту, однак Кабмін грає важливу роль у визначенні порядку денного парламенту. Він може запропонувати закони і поправки в ході парламентських сесій. Він також має ряд процедур в його розпорядженні, щоб прискорити парламентські обговорення.

### Ранги
Члени Ради поділяються на три істотних ранги:
- Прем'єр-міністр.
- Заступники прем'єр-міністра.
- Міністри — найвисокопоставленіші члени Уряду:
  - Заступники міністра (Zëvëndësministër) — помічники міністрів в спеціальних сферах їх діяльності;
  - Генеральні секретарі (Sekretari i Përgjithshëm) — помічники міністрів в менш важливих сферах діяльності.

## Голова уряду
- Прем'єр-міністр — Еді Рама (англ. Edi Rama).
- Віце-прем'єр-міністр — Ніко Пелеші (англ. Niko Peleshi).

Голова Ради призначається президентом.

## Кабінет міністрів
Склад чинного уряду подано станом на 7 вересня 2016 року.
| Логотип | Міністерство                                           | Міністр                                 | Фото | Час на посаді | Час на посаді | Партія | Партія | Вебсайт |
| ------- | ------------------------------------------------------ | --------------------------------------- | ---- | ------------- | ------------- | ------ | ------ | ------- |
|         | Міністерство внутрішніх справ                          | Саймір Тахірі (Sajmir Tahiri)           |      |               |               |        |        |         |
|         | Міністерство екології                                  | Лефтер Кока (Lefter Koka)               |      |               |               |        |        |         |
|         | Міністерство економіки                                 | Мілва Економі (Milva Ekonomi)           |      |               |               |        |        |         |
|         | Міністерство енергетики і промисловості                | Даміан Гжикнурі (Damian Gjiknuri)       |      |               |               |        |        |         |
|         | Міністерство закордонних справ                         | Дітмір Бушаті (Ditmir Bushati)          |      |               |               |        |        |         |
|         | Міністерство у зв'язках із парламентом                 | Ермонела Феладж (Ermonela Felaj)        |      |               |               |        |        |         |
|         | Міністерство інновацій та державного управління        | Мілена Харіто (Milena Harito)           |      |               |               |        |        |         |
|         | Міністерство інтеграції                                | Клайда Гйоша (Klajda Gjosha)            |      |               |               |        |        |         |
|         | Міністерство культури                                  | Мірела Кумбаро (Mirela Kumbaro)         |      |               |               |        |        |         |
|         | Міністерство молоді та соціального добробуту           | Бленді Клосі (Blendi Klosi)             |      |               |               |        |        |         |
|         | Міністерство місцевого самоврядування                  | Блед Чучі (Bled Cuci)                   |      |               |               |        |        |         |
|         | Міністерство міського розвитку                         | Еглантіна Гжермені (Eglantina Gjermeni) |      |               |               |        |        |         |
|         | Міністерство оборони                                   | Мімі Кодхелі (Mimi Kodheli)             |      |               |               |        |        |         |
|         | Міністерство освіти і спорту                           | Ліндіта Ніколла (Lindita Nikolla)       |      |               |               |        |        |         |
|         | Міністерство охорони здоров'я                          | Ілір Бегаж (Ilir Beqaj)                 |      |               |               |        |        |         |
|         | Міністерство сільського господарства і водних ресурсів | Едмонд Панаріті (Edmond Panariti)       |      |               |               |        |        |         |
|         | Міністерство транспорту та інфраструктури              | Едмонд Хаджинасто (Edmond Haxhinasto)   |      |               |               |        |        |         |
|         | Міністерство фінансів                                  | Арбен Ахметадж (Arben Ahmetaj)          |      |               |               |        |        |         |
|         | Міністерство юстиції                                   | Иллі Манжані (Ylli Manjani)             |      |               |               |        |        |         |

## Будівля уряду

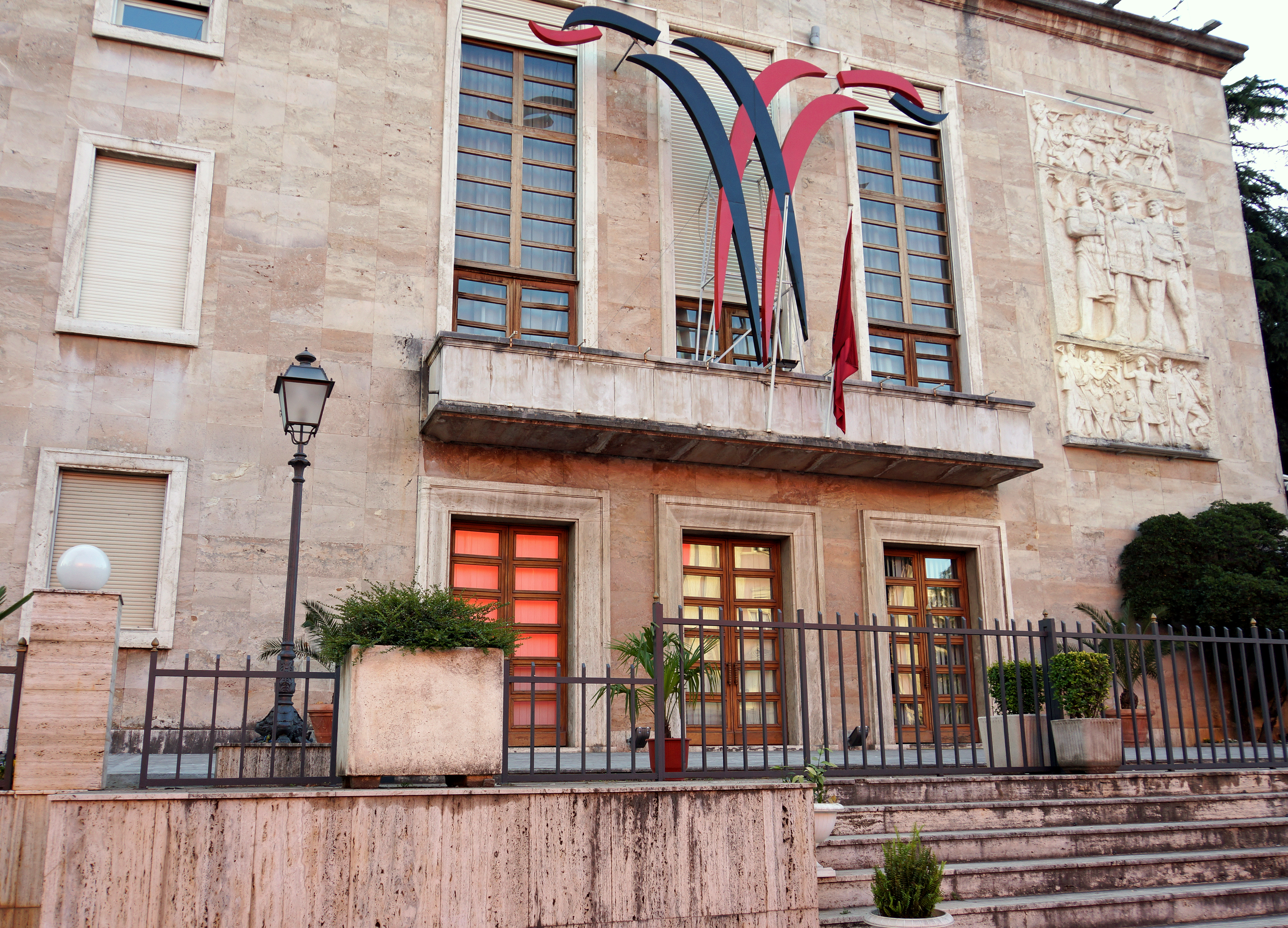
Будівля уряду Албанії в Тирані